# Partido Popular Socialista de México
El Partido Popular Socialista de México es la transformación del PPS, que fue fundado en 1948 por el dirigente obrero y pensador marxista Vicente Lombardo Toledano. Sustenta una concepción del mundo y de la vida, con fundamento en el socialismo científico y en ella basa sus acciones, sus principios y su práctica. Afirma ser un partido que "educa políticamente a sus miembros y al pueblo para garantizar el desarrollo progresivo del país, su cabal independencia y el triunfo del socialismo". Carece de registro electoral desde 1994.

## PPS
Fundado inicialmente con el nombre de Partido Popular, fue un frente antiimperialista en el que formaban filas elementos con distintas concepciones respecto del mundo y la vida. Luego de cinco años de debate interno, en 1961 resolvió transformarse en un partido marxista-leninista y modificó consecuentemente sus documentos fundamentales y su nombre, que pasó a ser Partido Popular Socialista.

## Ruptura y PPSM
En la década de 1990, agudas contradicciones internas desmembraron al partido en varios fragmentos. La Reposición del XVIII Congreso del PPS, en 1997, declaró nulo el que se había celebrado en 1994, con el mismo numeral, por haber abandonado los ideales y los principios del marxismo-leninismo; desconoció a la dirección surgida entonces, por considerarla oportunista y resolvió refundar el partido. El XIX Congreso, de 2002, ratificó estas decisiones y resolvió modificar el nombre de la organización a Partido Popular Socialista de México.
Actualmente su directiva se denomina Dirección Política Nacional que es la máxima autoridad en ausencia del Comité Central, que a su vez es la máxima autoridad después del Congreso.